# Zimno? Przytul mnie!
Zimno? Przytul mnie! – kompilacja muzyczna wydana w 2007 roku.

## O albumie
Sygnowana przez Gosię Andrzejewicz i Radio Eska płyta jest składanką świątecznych piosenek z repertuaru wykonawców polskich i zagranicznych. Doboru utworów dokonała sama Gosia. Ze względu na to, a także okładkę oraz fakt, iż trzy pierwsze piosenki wykonuje Gosia, krążek włącza się do jej dyskografii. Singlem promującym wydawnictwo została piosenka „Magia świąt”, do której nakręcono teledysk. Część dochodów ze sprzedaży została przekazana na rzecz programu „Pajacyk” Polskiej Akcji Humanitarnej.

## Lista utworów
1. Gosia Andrzejewicz: „Magia świąt” – 3:07
2. Gosia Andrzejewicz: „Lulajże Jezuniu” – 3:13
3. Gosia Andrzejewicz: „Zanim powiesz” – 3:50
4. Sarah Connor: „Christmas in My Heart” – 4:47
5. Lexington Bridge: „Kick Back” – 3:45
6. Nana: „L.O.V.E.” – 3:32
7. Lemon Ice: „Only You” – 3:19
8. Melanie C: „Carolyna” – 3:18
9. Monday Justice: „Out of Control” – 3:46
10. Melanie Flash: „Halfway to Heaven” – 2:59
11. Simply Red: „So Not Over You” – 3:45
12. Cascada: „Truly Madly Deeply” – 4:13
13. No Angels: „Goodbye to Yesterday” – 3:29
14. Janusz Radek/Małgorzata Markiewicz/Piotr Rubik/Zbigniew Książek: „Psalm dla Ciebie” – 3:43
15. Supafly Inc.: „Moving Too Fast” – 3:03
16. Lemon Ice: „Stand by Me” – 3:25
17. Ian Hammer Project feat. TQ: „Crockett’s Theme 2006” – 4:05
18. Verba: „Ten czas” – 3:48
19. DJ Santa Clause: „Merry Christmas Song” – 3:26
20. Snow Boy: „Black Snow (EO LA)” – 3:37